# 円山応瑞
円山 応瑞（まるやま おうずい、旧字表記では圓山應瑞、明和3年9月13日（1766年10月16日） - 文政12年3月19日（1829年4月22日））は、江戸時代後期の絵師。円山応挙の長男で、円山派の2代目。姓は源。字は儀鳳。通称は卯三郎、右近、応挙死後は父と同じ主水を襲名する。号は怡真堂。

## 略歴
天明7年（1787年）22歳の時、父応挙やその弟子たちに共に大乗寺障壁画で1室を担当したのが今日確認できる最初の仕事である。応瑞は応挙の粉本をもとに制作した。寛政2年（1790年）の内裏造営の際も応挙一門として障壁画の制作に加わり、常御殿御寝間の三の間に薄彩色の「四季海辺」（相国寺開山堂に一部現存、また小下絵を百耕資料館が所蔵）を描いた。文化4年（1807年）9月13日には、円山也阿弥で亡父応挙の13回忌を主催した。出版年の異なる『平安人物誌』を比べると、応挙時代の「四条堺町東入町」から「姉小路両替町西」に引っ越しており、経済的に応挙在世時の家勢を維持できなかったと思われる。文化10年（1813年）頃に出版された『平安画工視相撲』では、松村景文、原在正、原在明、土佐備後介、土佐左近将監などと共に行司役として載っている。墓所は応挙と同じ悟真寺。応瑞の死後は、弟の円山応受の子で甥に当たる円山応震が継いだ。弟子に多村挙秀など。
画風は白井華陽著『画乗要略』などで「家法を守る」と評され、応挙の築いた画風を一歩も出ることはなかった。二代目として家を守るのに精一杯で、画家としては弟の応受や三代目の応震の方が優れているとも言われる。しかし、応瑞の作品も応挙に比べてシャープさがあり、特に小品に小気味良い印象を与える物もある。また『古今墨跡鑒定便覧』では、「砂子を蒔に妙を得たり」と評している。

## 代表作
| 作品名                                     | 技法               | 形状・員数               | 寸法（縦x横cm、本紙）             | 所有者                         | 年代                   | 落款・印章 | 備考 |
| ------------------------------------------ | ------------------ | ------------------------ | --------------------------------- | ------------------------------ | ---------------------- | --- | --- |
| 遊鯉図襖                                   | 紙本著色           | 襖7面壁貼付1面           |                                   | 兵庫・大乗寺                   | 1787年（天明7年）      | | 重要文化財 |
| 相国寺開山堂障壁画「夏景山水図」・同杉戸絵 | 紙本淡彩・板絵著色 | 襖10面・杉戸絵4枚表裏8面 |                                   | 相国寺                         | 1790年（寛政2年）      | | |
| 繁馬図                                     | 板絵著色           | 絵馬1面                  | 56.0x80.8                         | 亀山市・小幡神社（社務所保管） | 1803年（享和3年）      | 画面右に款記「此絵馬一隻祖父藤左衛門 曽命先人而て写之装 飾未備不幸而謝世今 歳癸亥遂両先人之志 完飾之以著於先人之 遺印而奉献焉爾」/「応挙之印」白文方印 画面左に款記「享和三年秋九月 男源応瑞謹識」 | 京都府指定文化財。応挙が父藤左衛門の命によって描き始めたが、その中途で亡くなったため、応瑞が手を加えて完成させた。 |
| 双鶏図                                     | 紙本著色           | 衝立1立                  |                                   | 兵庫・大乗寺                   | 1809年（文化6年）      | | 重要文化財 |
| 植松蘭渓像                                 | 絹本著色           | 1幅                      | 95.1x37.0                         |                                | 1810年（文化7年）      | 款記「応瑞画」 | 蘭渓の一周忌に描かれたと推測される肖像画。植松家は沼津原宿の素封家で、応挙の代から関わりが深かった。               |
| 鯉魚図襖                                   |                    | 2面                      |                                   | 東京国立博物館                 |                        | | |
| 耕作図屏風                                 | 紙本着色           | 六曲一隻                 |                                   | 東京国立博物館                 |                        | | |
| 四季花鳥図                                 | 紙本著色           | 六曲一双                 |                                   | 大聖寺                         |                        | 款記「応瑞」/「応瑞」白文方印 | |
| 枳殻邸渉成園図                             |                    | 紙本著色                 |                                   | 東本願寺                       |                        | | |
| 花鳥絵歌留多                               |                    |                          |                                   | 霊鑑寺                         |                        | | |
| 牡丹孔雀図                                 | 絹本著色           | 1幅                      | 109.4x142.1                       | 泉屋博古館                     |                        | 款記「応瑞」/「応瑞」白文方印 | |
| 賀茂競馬図                                 | 絹本著色           | 1幅                      | 60.7x101.1                        | 泉屋博古館                     | 1799年（寛政11年）以降 | 款記「応瑞」/「応瑞」白文方印 | 冷泉為泰賛 |
| 朝顔図                                     | 絹本著色           | 1幅                      |                                   | 大阪・逸翁美術館               |                        | | 本居宣長賛 |
| 宇治茶摘み・吉田山茶会図屏風               | 紙本著色金砂子     | 六曲一双                 | 124.8x284.0                       | ロサンゼルス・カウンティ美術館 |                        | | |
| 鳥魚図巻                                   | 絹本著色           | 2巻                      | 鳥巻：36.7x888.5 魚巻：36.6x326.5 | プライスコレクション           |                        | | |

## 参考資料
- 『近世の京都画壇 －画家と作品』 京都市文化観光局文化部文化財保護課編集・発行〈京都市文化財ブックス 第7集〉、1992年
- 木村重圭 「円山派二代目・応瑞」、源豊宗監修 佐々木丞平編 『京都画壇の一九世紀 第2巻 文化・文政期』 思文閣出版、1994年（平成6年）、所収。ISBN 4-7842-0838-0